# Edda Corona
L'Edda Corona è una struttura geologica della superficie di Venere.